# Palicourea pauciflora
Palicourea pauciflora är en måreväxtart som beskrevs av Paul Carpenter Standley. Palicourea pauciflora ingår i släktet Palicourea och familjen måreväxter. Inga underarter finns listade i Catalogue of Life.